# تشارلز لايل
سير تشارلز لايل، البارونيت الأول (بالإنجليزية: Charles Lyell)، الحائز على لقب فارس وزميل الجمعية الملكية (المولود في 14 نوفمبر 1797 - المتوفى في 22 فبراير 1875) كان محامياً بريطانياً وأول جيولوجي في عصره. ومن المعروف أنه مؤلف كتاب مبادئ الجيولوجيا، الذي نشر مفاهيم جيمس هوتون حول وحدة الوتيرة - وهي الفكرة التي تقول إن الأرض تكونت من خلال العمليات نفسها التي لا تزال تتم حتى الآن. وكان لايل أحد الأصدقاء المقربين والمؤثرين على تشارلز داروين.
كان السير تشارلز لايل، البارون الأول في زمالة الجمعيّة الملكيّة (14 تشرين الثاني، 1797- 22 شباط 1875) عالم جيولوجيا اسكتلندي قام بتعميم العمل الثوري لجيمس هوتون. اشتهرّ مؤلّف كتاب «مبادئ الجيولوجيا»، الذي قدّم التوحيد –فكرة أن الأرض تشكّلت من خلال نفس العمليات العلميّة التي لاتزال فعّالة حتّى اليوم- لعامّة الناس. تحدّت مبادئ الجيولوجيا أيضاً النظريّات التي شاعها جورج كوفير، والتي كانت أكثر الأفكار المقبولة والمعمّمة حول الجيولوجيا في أوروبا في ذلك الوقت.
تضمنّت مساهماته العلميّة شرحاً للزلازل، ونظريّة «البناء المدعوم» لبتدريجي للبراكين، وفي الطبقات قسم علم طبقات الأرض للعصر الثالث إلى العصر البليوسيني والعصر الميوسيني والعصر الإيوسيني. وصاغ أيضاً الأسماء المستخدمة حاليّاً للعصور الجيولوجيّة، حقبة الحياة القديمة وحقبة الحياة المتوسّطة وحقبة الحياة الحديثة. لقد خمّن بشكل بشكل غير صحيح أن الجبال الجليديّة قد تكون السبب الرئيسي في نقل الشوارد الجليديّة، وأن الرواسب الطفاليّة قد استقرّت خارج مياه الفيضان.
يفضّل لايل –وفقاً للتقاليد الإلهيّة- عمراً طويلاً إلى أجل غير مسمّى للأرض، على الرغم من الأدلّة الجيولوجيّة التي تشير إلى عصر قديم ولكن محدود. [2]
كان صديقاً حميماً لتشارلز داروين، وساهم بشكل كبير في تفكير داروين حول العمليّات التي تنطوي على التطوّر. كما ساعد في ترتيب النشر المتزامن في عام 1858 للأوراق التي كتبها داروين وألفريد راسل والاس حول الانتقاء الطبيعي، على الرغم من مشاعر القلق الدينيّة الشخصيّة حول هذه النظريّة. نشر في وقت لاحق أدلّة من جيولوجيا الزمن الذي كان فيه الإنسان موجوداً على الأرض.

## المساهمات العلميّة

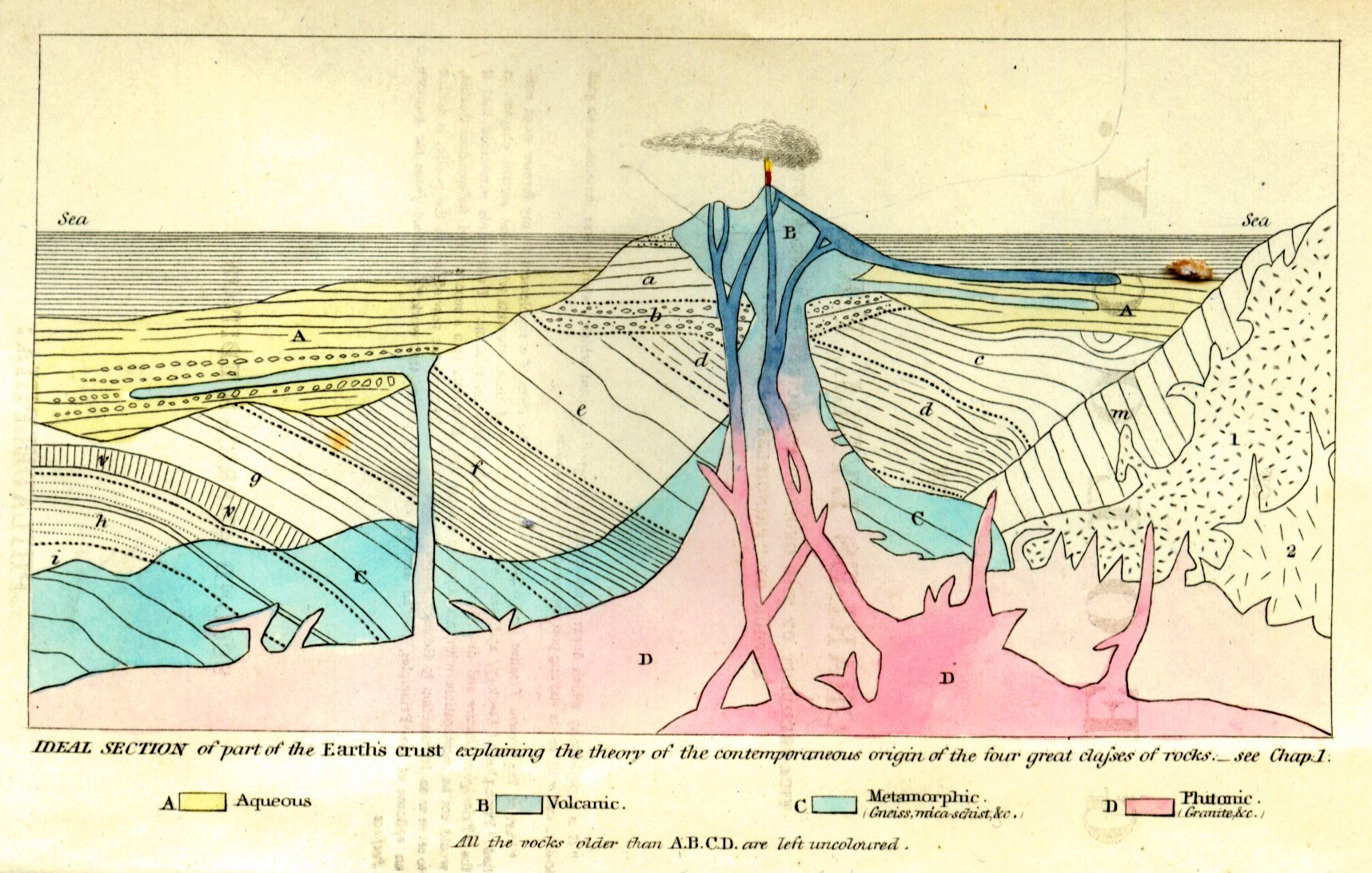
واجهة كتاب مبادئ الجيولوجيا لتشارلز ليل (الطبعة الأمريكية الثانية، 1857)، توضح أصول أنواع مختلفة من الصخور.

تراوحت اهتمامات لايل الجيولوجيّة بين البراكين والديناميكيّات الجيولوجيّة من خلال الطبقات، وعلم الأحافير وعلم الجليد باعتبارها مواضيع يمكن تصنيفها اليوم على أنّها آثار ما قبل التاريخ والأنثروبولوجيا القديمة. ومع ذلك، فهو معروف لدوره في نشر مبدأ التوحيد. كما لعب دوراً حاسماً في تقدّم دراسة الراسب الطفاليّ.

### وتيرة واحدة
تمّ نشر مبادئ الجيولوجيا ضمن مجلّدات متعدّدة بين عامي 1830 و1833. العنوان الفرعي للعمل هو «محاولة لشرح التغييرات السابقة لسطح الأرض من خلال الإشارة إلى الأسباب الفعّالة حاليّاً»، وهذا ما يفسّر تأثير لايل على العلوم.
استخلص لايل توضيحاته من الدراسات الميدانيّة التي أجريت مباشرةً قبل ذهابه للعمل على نصّ الجيولوجيا التأسيسيّة. لقد كان إلى جانب جون بلايفير في وقت سابق، المدافع الرئيسي عن فكرة جيمس هوتون حول التوحيد، أي أنّ الأرض قد تشكّلت بالكامل من خلال قوى بطيئة الحركة لاتزال تعمل حتّى يومنا هذا، وتحدث على مدى فترة طويلة من الزمن. كان هذا على النقيض من الكارثة، وهي فكرة عن التغييرات الجيولوجيّة المفاجئة، والتي تمّ تكييفها في إنجلترا لدعم الاعتقاد في فيضان نوح.

### المسوح الجيولوجيّة
أشار لايل إلى «المزايا الاقتصاديّة» التي يمكن أن توفّرها المسوحات الجيولوجيّةـ مشيراً إلى السعادة في البلدان الغنيّة بالمعادن. تقوم المسوحات الحديثة، مثل هيئة المسح الجيولوجي البريطانيّة (التي تأسست في عام 1835)، والمسح الجيولوجي الأمريكي (التي تأسست في عام 1879)، بتخطيط الموارد الطبيعيّة وعرضها داخل البلاد. لذلك –في دعم الدراسات الاستقصائيّة- وكذلك تطوير دراسة الجيولوجيا، ساعد لايل على دفع أعمال الصناعات الاستخراجيّة الحديثة مثل الفحم والنفط.

### البراكين والديناميكيّات الجيولوجيّة
قبل عمل لايل، كانت الظواهر مثل الزلازل مفهومة فقط من خلال الدمار التي تسببها. واحدة من أهم المساهمات التي قدّمها لايل في المبادئ هي شرح سبب الزلازل. على النقيض من تركيز لايل على الزلازل الأخيرة (150 عاماً)، يتّضح من المخالفات السطحيّة مثل الأعطال والشقوق والتشريد الطبقي.
ركّز عمل لايل حول البراكين إلى حدّ كبير على بركانيّ فيسوف وإتنا، وقد درس كلاهما. دعمت استنتاجاته البناء التدريجي للبراكين، ما يسمّى بـ«البناء المدعوم»، بدلاً من حجّة الاضطرابات التي يدعمها علماء جيولوجيّون آخرون.

### علم طبقات الأرض
أحد أهمّ أعمال لايل كان في مجال علم طبقات الأرض. من أيّار 1828، حتى شباط 1829، سافر مع رودريك إيمبي مورتشيسون (1792-1871) إلى جنوب فرنسا (منطقة أوفرن البركانيّة) وإلى إيطاليا. في هذه المناطق، خلص إلى أنّه يمكن تصنيف الطبقات الحديثة (الطبقات الصخريّة) وفقاً لعدد ونسبة القذائف البحريّة المغطّاة بداخلها. وبناءً على ذلك، اقترح تقسيم فترة العصر الثالث إلى ثلاثة أجزاء، أطلق عليها العصر البليوسيني والعصر الميوسيني والعصر الإيوسيني.

### الأنهار الجليديّة
في مبادئ الجيولوجيا (الطبعة الأولى، المجلّد3، الفصل2، 1833) اقترح لايل أن الجبال الجليديّة يمكن أن تكون وسيلة لنقل الشوارد الجليديّة. خلال فترات الاحتباس الحراري، كان الجليد ينفصل عن الكتل ويطفو عبر القارات المغمورة، حاملاً معه بقاياه. عندما يذوب الجبل الجليدي، تمطر الرواسب على سطح الأرض. نظراً لأن هذه النظريّة يمكن أن تفسّر وجود التخفيف، فقد أصبحت كلمة الانجراف هي المصطلح المفضّل للمادّة غير المفكّكة، والتي تعتبر مؤثّرة اليوم.
علاوةً على ذلك، اعتقد لايل أن تراكم الجسيمات الزاويّة الدقيقة التي تغطّي معظم أنحاء العالم (تسمّى اليوم بالرواسب الطفاليّة) والتي كانت رواسب استقرّت من مياه الفيضان الجبليّة. اليوم، تمّ دحض بعض آليّات لايل للعمليّات الجيولوجيّة، على الرغم من أن العديد منها صمد أمام اختبار الزمن. لاتزال طرقه الرصديّة والإطار التحليلي العام قيد الاستخدام اليوم كمبادئ أساسيّة في الجيولوجيا.

### التطوّر
قبل لايل في البداية النظرة التقليديّة لأشخاص آخرين في العلوم، وهي أن السجلّ الأحفوريّ يشير إلى تاريخ جيولوجي اتجاهيّ حول الأنواع التي انقرضت. نحو عام 1826، قرأ فلسفة لامارك حول علم الحيوان، وكتب في 2 آذار 1827 إلى مانتيل، معرباً عن إعجابه، ولكّن حذّر من قراءتها «بدلاً من أن أستمع إلى داعية من الجانب الخاطئ، يمكن معرفة ما يمكن عمله لتكون القضيّة في أيد آمنة»:

## روابط خارجية
- تشارلز لايل على موقع الموسوعة البريطانية (الإنجليزية)
- تشارلز لايل على موقع إن إن دي بي (الإنجليزية)